# 馬什克里克斯普林斯 (加利福尼亞州)
馬什克里克斯普林斯（英語：Marsh Creek Springs）是位於美國加利福尼亞州康特拉科斯塔縣的一個非建制地區。該地的面積和人口皆未知。

## 地理
馬什克里克斯普林斯的座標為37°53′34″N 121°51′14″W / 37.89278°N 121.85389°W，而該地的平均海拔高度為178米（即584英尺）。